# LXVII Corpo de Exército (Alemanha)
O LXVII Corpo de Exército (em alemão: LXVII Armeekorps) foi um Corpo de Exército que atuou durante a Segunda Guerra Mundial. Foi formado a partir do LXVII Corpo de Reserva no dia 20 de Janeiro de 1944 e acabou sendo destruído no Rhine no mês de Março de 1945.

## Comandantes
| Comandante                                             | Data                                         |
| ------------------------------------------------------ | -------------------------------------------- |
| General der Infanterie Walther Fischer von Weikersthal | 20 de Janeiro de 1944 - 24 de Julho de 1944  |
| General der Infanterie Carl Püchler                    | 24 de Julho de 1944 - 25 de Julho de 1944    |
| General der Infanterie Otto Sponheimer                 | 25 de Julho de 1944 - 17 de Dezembro de 1944 |
| General der Infanterie Otto Hitzfeld                   | 17 de Dezembro de 1944 - ? Março de 1945     |

## Área de Operações
| Sul da França             | Janeiro de 1944 - Junho de 1944    |
| Norte da França           | (Junho de 1944 - Dezembro de 1944) |
| Oeste da Alemanha & Rhine | Dezembro de 1944 - Março de 1945)  |

## Serviço de Guerra
| Data   | Exército            | Grupo de Exércitos | Lugar          |
| ------ | ------------------- | ------------------ | -------------- |
| Jan 44 | z. Vfg.             | D                  | Brüssel        |
| Fev 44 | 15º Exército        | D                  | Amiens         |
| Mai 44 | 15º Exército        | B                  | Amriens, Breda |
| Dez 44 | 1. Fallschirm-Armee | H                  | Breda          |
| Jan 45 | 15º Exército        | B                  | Aachen         |
| Fev 45 | 5º Exército Panzer  | B                  | Roer           |
| Abr 45 | 11. Armee           | D                  | Kassel, Harz   |

## Ordem de Batalha
- Arko 467
- Korps-Nachrichten-Abteilung 467

11 de Maio de 1944
- 348ª Divisão de Infantaria
- 344ª Divisão de Infantaria

16 de Setembro de 1944
- 710ª Divisão de Infantaria
- Kampfgruppe 346ª Divisão de Infantaria
- Restos 17. Luftwaffen-Feld-Division,
- Restos 331ª Divisão de Infantaria
- Restos 344ª Divisão de Infantaria

1 de Março de 1945
- 89ª Divisão de Infantaria
- 277. Volksgrenadier Division

## Membros Notáveis
- Otto Hitzfeld (Ativo na resistência contra Hitler)